# Thiếu khanh
Thiếu khanh (tiếng Trung: 少卿) là chức quan trong lịch sử phương Đông thời cổ đại.

## Trung Quốc
Thiếu khanh là chức quan cấp phó của Khanh trong một cơ quan Cửu tự (sau là Ngũ tự).

## Việt Nam
Thiếu khanh là chức quan phó quan, dưới chức Khanh, trong một cơ quan Lục tự.
Thời Nguyễn: 
- Đại lý tự thiếu khanh, Thái thường tự thiếu khanh, trật Chánh tứ phẩm.
- Thượng bảo tự thiếu khanh, Thái bộc tự thiếu khanh, Quang lộc tự thiếu khanh, trật Tòng tứ phẩm.
- Hồng lô tự thiếu khanh, trật Chánh ngũ phẩm.